# Ingleby Barwick
Ingleby Barwick est une ville et une paroisse civile du Yorkshire du Nord, en Angleterre. Elle appartient au borough de Stockton-on-Tees. Cette paroisse civile est créée 1990, elle obtient le statut de village (« town ») en 2007.

## Géographie
La ville de Ingleby Barwick se situe au sud et à l'est de la rivière Tees, et au nord de la rivière Leven (en), un de ses affluents. Elle se situe à l'ouest de la route A19 (en).

## Démographie
Au recensement de 2021, la population de la paroisse civile était de 23 019 habitants, soit 13 % de plus qu'au recensement de 2011, où elle était de 20 378 habitants.